# Mitt hjärtas Malmö – volym 3 1961–1974
Mitt hjärtas Malmö – volym 3 1961–1974 är en svensk dokumentärfilm från 2006, regisserad och producerad av Magnus Gertten. Filmen innehåller totalt 13 inslag bestående av arkiv- och privatfilmer och genom dessa skildras olika aspekter av Malmös historia under perioden 1961-1974.